# Une fille de pasteur
Une fille de pasteur (A Clergyman's Daughter) est un roman britannique de George Orwell, publié en 1935.